# Mława
Mława [ˈmwava] ist eine Stadt im Powiat Mławski der Woiwodschaft Masowien in Polen. Die Stadt ist Sitz des Powiat Mławski.

## Geographische Lage
Mława liegt 107 Kilometer nordwestlich von Warschau, 74 Kilometer südlich der ostpreußischen Stadt Olsztyn (Allenstein) und 30 Kilometer nordöstlich von Ciechanów. Die Stadt nimmt eine Fläche von 24,35 km² ein, davon werden 58 % landwirtschaftlich genutzt und 7 % sind bewaldet.

## Geschichte

### Bis 1913
1426 trafen sich in Mława die Herzöge Siemowit V, Trojden II und Władysław I. 1429 erhielt Mława die Stadtrechte nach Kulmer Recht. 1521 wurde die Stadt von Truppen geplündert und Teile der Stadt brannten nieder. 1545 gab Sigismund I. Zuschüsse zum Bau des Rathauses. Bei der ersten beschriebenen Pestepidemie 1572 und 1573 starben ca. 1300 Menschen. 1659 brannten schwedische Truppen die Stadt nieder. 1661 und 1662 ereignete sich eine zweite Pestepidemie. 1689 zerstörte ein Feuer die Stadt abermals. In den Jahren 1709 bis 1711 gab es große Pestausbrüche in Preußen. 
1776 wurden wieder Teile der Stadt durch ein Feuer zerstört. Das neue Rathaus wurde 1782 fertiggestellt. 1795 kam Mława nach der dritten Teilung Polens zu Preußen. 1797 wurde erstmals ein Ghetto eingerichtet. Im Herbst 1806 standen französische Truppen in der Stadt (Preußen kollabierte im Vierten Koalitionskrieg). Im Frieden von Tilsit (1807) kam sie zum Herzogtum Warschau. Beim Wiener Kongress (1815) kam sie zum Königreich Polen und blieb bis zum Ersten Weltkrieg Teil des russischen Kaiserreichs. 1837 grassierte die Cholera in der Stadt. 1863 wurde bei Mława während des Januaraufstandes gekämpft; das Kloster und die Schule in der Stadt wurden deshalb geschlossen. 1877 wurde die Stadt an die Eisenbahn angeschlossen. Die Marienburg-Mlawkaer Eisenbahn (MME) hatte bald 600 Mitarbeiter. 1898 grassierte erneut eine Choleraepidemie.

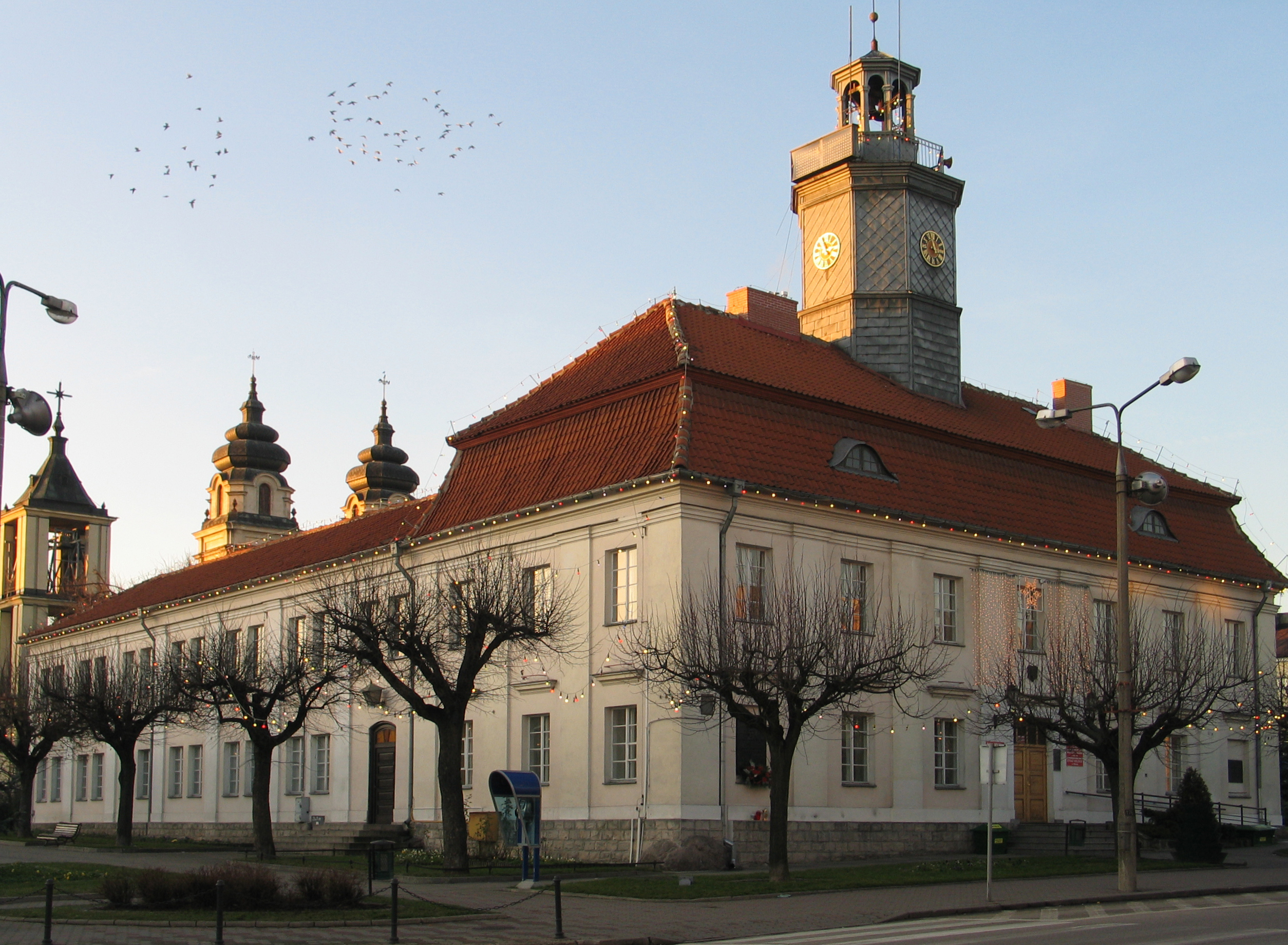
Rathaus

### 1914 bis 1945
1914 nach Ausbruch des Ersten Weltkrieges wurde die Stadt im August und September abwechselnd von russischen und deutschen Truppen 14-mal besetzt. 1920 fanden Kämpfe um Mława während des Polnisch-Sowjetischen Krieges statt.
Zu Beginn des Überfalls auf Polen, vom 1. bis 4. September 1939, fand die Schlacht von Mława zwischen deutschen und polnischen Truppen statt. Mława wurde völkerrechtswidrig dem Großdeutschen Reich angegliedert, in Mielau umbenannt und Sitz des Landkreises Mielau. Am 18. Januar 1945 kam es in Kalkówka zu einer Massenerschießung von Häftlingen aus Mława. Am selben Tag wurde das im Waldgebiet bestehende Ausbildungslager des Reichsarbeitsdienstes fluchtartig geräumt. Am 19. Januar 1945 wurde Mielau von der Roten Armee eingenommen und fiel zurück an Polen.

### 1945 bis heute
Von 1975 bis 1998 gehörte Mława der Woiwodschaft Ciechanów an.

## Einwohnerentwicklung
Nachfolgend die graphische Darstellung der Einwohnerentwicklung von 1995 bis 2008.

## Bildung

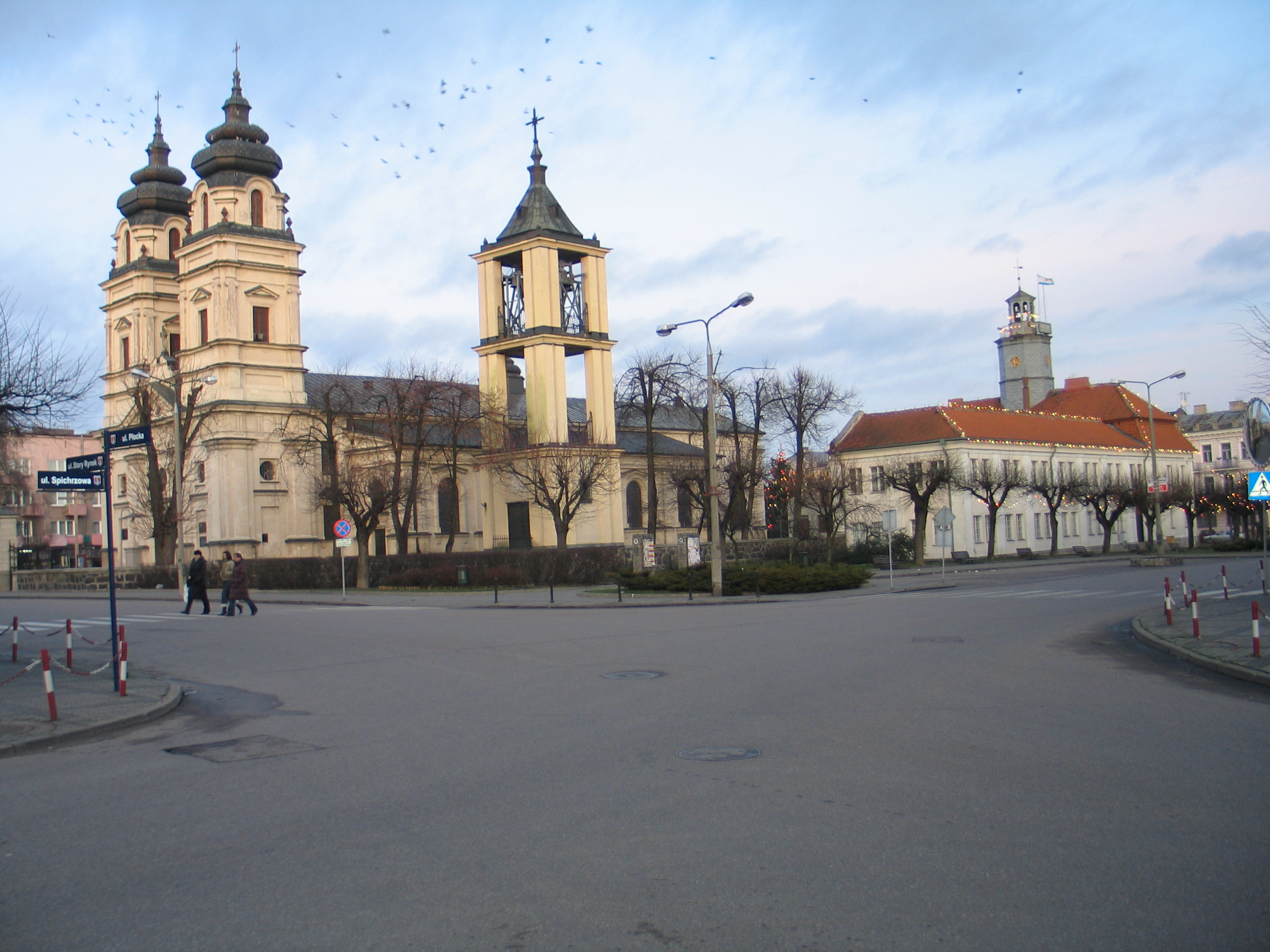
Marktplatz mit Dreifaltigkeitskirche und Rathaus

Mława verfügt über vier Kindergärten (przedszkole), fünf Grundschulen (szkoła podstawowa), vier Mittelschulen (gimnazjum), vier allgemeinbildende Gymnasien (liceum ogólnokształcące) sowie mehrere Grundberufsschulen (zasadnicza szkoła zawodowa) und eine Kunstschule (Szkoły Artystyczne). Es gibt noch einige weitere Schulen von privaten Trägern.

## Verkehr
Durch Mława verläuft die Droga krajowa 7 und die DWs (Droga wojewódzka) 544, 563 und 615. Die Stadt liegt an der Bahnstrecke Warszawa–Gdańsk. Die Schmalspurbahn Mława–Zamość Mazowiecki ist stillgelegt. Seit September 2008 wird diese Strecke wieder als Museumsbahn aufgebaut. 2017 wurden bei Straßenbauarbeiten in der Stadt die Gleise neu verlegt.

## Partnerstädte
- Viernheim, Deutschland
- Raseiniai, Litauen
- Saverne, Frankreich
- Baranáin, Spanien
- Canzano, Castellalto, Cellino Attanasio, Cermigniani, Italien

## Söhne und Töchter
- Tekla Bądarzewska (1834–1861), polnische Komponistin
- Eva Kotchever (1891–1943), Betreiberin der ersten Bar für Lesben in New York City, Autorin, jüdisches Shoah-Opfer
- Joseph Opatoshu (1887–1954), jiddischsprachiger Schriftsteller
- Hanna Rudzka-Cybisowa (1897–1988), polnische Malerin
- Johannes Szypulski (* 1956), polnischer Ordensgeistlicher, Abt von Zwettl in Niederösterreich
- Josef Unschlicht (1879–1938), polnischer Revolutionär und sowjetischer Parteifunktionär
- Włodzimierz Zieliński (* 1955), polnischer Handballspieler